# سیارک ۲۲۱۹۲۳
سیارک ۲۲۱۹۲۳ (به انگلیسی: 221923 Jayeff، نامگذاری:2009OD3) دویست و بیست و یک هزار و نهصد و بیست و سومین سیارک کشف شده‌است که در ۲۲ ژوئیه ۲۰۰۹ کشف شد.